# Dispersione (chimica)

Viscosità dei colloidi in funzione della concentrazione
1: liquido newtoniano, 2: colloide, η: viscosità dinamica della soluzione (colloidale), η_{0}: viscosità dinamica del solvente (mezzo di dispersione), c: concentrazione del soluto (fase dispersa)

Una dispersione è una miscela eterogenea costituita da più fasi (di solito due) in cui la prevalente è detta fase disperdente (o continua) e le altre sono dette disperse.
Caratteristiche delle dispersioni sono l'eterogeneità delle varie fasi e le dimensioni delle fasi disperse, superiori a quelle delle particelle colloidali (diametro > 1 µm).

## Descrizione
Se la fase disperdente è liquida si possono avere: schiume quando la fase dispersa è gassosa, emulsioni quando è liquida e sol quando è solida. Se la fase disperdente è gassosa, si parla di aerosol quando la fase dispersa è liquida e di aerosol solido se è solida. Se la fase disperdente è solida, si parla di schiuma solida quando la fase dispersa è gassosa, di gel quando la fase dispersa è liquida e di sol solido se la fase dispersa è solida.
| Fasi che la compongono | Fasi che la compongono | Miscela omogenea                                      | Miscela eterogenea                                                   | Miscela eterogenea |
| Fase continua          | Fase dispersa          | Soluzione: effetto Rayleigh                           | Colloide: effetto Tyndall                                            | Dispersione: nessun effetto sulla luce visibile |
| ---------------------- | ---------------------- | ----------------------------------------------------- | -------------------------------------------------------------------- | --- |
| Gas                    | Gas                    | Mix di gas: aria (ossigeno e altri gas)               |                                                                      | |
| Gas                    | Liquida                |                                                       | Aerosol: nebbia, foschia, nuvole, vapore, spray per capelli          | Aerosol: pioggia (che produce arcobaleni per rifrazione della luce sulle gocce d'acqua)                                                                          |
| Gas                    | Solido                 |                                                       | Aerosol solido: fumo, virus nell'aria, scarichi di automobili        | Aerosol solido: polvere, tempesta di sabbia, nebbia gelata, colata piroclastica                                                                                  |
| Liquida                | Gas                    | Ossigeno nell'acqua, acqua gassata (bottiglia chiusa) | Schiuma: schiuma da barba, panna montata                             | Bolle di sapone, acqua in ebollizione, acqua gassata (bottiglia aperta)                                                                                          |
| Liquida                | Liquida                | Bevande alcoliche (cocktails) e sciroppi              | Emulsione: maionese, latte, crema per il viso, creme idratanti       | Emulsioni instabili di bolle di sapone |
| Liquida                | Solida                 | Zucchero nell'acqua                                   | Sol: oro in acqua, latte di magnesia, fango                          | Fango (particelle di argilla o limo sospese sull'acqua, lahar, sabbie mobili), cemento, chalk polvere sospesa in acqua, lava (miscuglio di roccia fusa e solida) |
| Solida                 | Gas                    | Idrogeno nei metalli                                  | Schiuma solida: schiuma di polistirolo, aerogel, marshmallow, pomice | |
| Solida                 | Liquida                | Amalgama (mercurio nell'oro), esano nella paraffina   | Gel: agar agar, gelatine, gel di silice, formaggio, burro            | |
| Solida                 | Solido                 | Lega, plastificanti nella plastica                    | Sol solido: vetro cranberry, vetro opalino                           | Rocce naturali, cemento asciutto, bolle di sapone ghiacciate |